# Tuyên Bình
Tuyên Bình là một xã thuộc tỉnh Tây Ninh, Việt Nam.

## Địa lý
Xã Tuyên Bình có vị trí địa lý:
- Phía đông giáp xã Bình Hiệp và xã Tuyên Thạnh.
- Phía tây giáp xã Khánh Hưng và xã Vĩnh Hưng.
- Phía nam giáp xã Tân Hưng và xã Vĩnh Châu.
- Phía bắc giáp Vương quốc Campuchia.

Xã Tuyên Bình có diện tích tự nhiên là 137,81 km², quy mô dân số năm 2025 là 19.158 người.

## Lịch sử
Sau năm 1975, Tuyên Bình là một xã thuộc huyện Mộc Hóa.
Ngày 24 tháng 3 năm 1994, Chính phủ ban hành Nghị định số 27-CP. Theo đó, thành lập xã Tuyên Bình Tây trên cơ sở 4.125 ha diện tích tự nhiên và 2.602 người của xã Tuyên Bình; đồng thời chuyển các xã Tuyên Bình và Tuyên Bình Tây về huyện Vĩnh Hưng quản lý.
Sau khi điều chỉnh địa giới hành chính, xã Tuyên Bình còn lại 4.819 ha diện tích tự nhiên với 2.416 người.

### Năm 2025
- Ngày 12 tháng 6 năm 2025, Quốc hội khóa XV ban hành Nghị quyết số 202/2025/QH15 về việc sắp xếp đơn vị hành chính cấp tỉnh[5]. Theo đó, sắp xếp toàn bộ diện tích tự nhiên, quy mô dân số của tỉnh Long An và tỉnh Tây Ninh thành tỉnh mới có tên gọi là tỉnh Tây Ninh.

- Ngày 16 tháng 6 năm 2025, Ủy ban Thường vụ Quốc hội khóa XV ban hành Nghị quyết số 1682/NQ-UBTVQH15 về việc sắp xếp các đơn vị hành chính cấp xã của tỉnh Tây Ninh năm 2025[6]. Theo đó, sắp xếp toàn bộ diện tích tự nhiên, quy mô dân số của xã Tuyên Bình, xã Tuyên Bình Tây và một phần diện tích tự nhiên, quy mô dân số của các xã Vĩnh Bình, Vĩnh Thuận, Thái Bình Trung [huyện Vĩnh Hưng] thành xã mới có tên gọi là xã Tuyên Bình.

## Hành chính
Xã Tuyên Bình được chia thành 5 ấp: Bình Châu, Cả Bản, Chòi Mòi, Rạch Đình, Rạch Mây.

## Hình ảnh

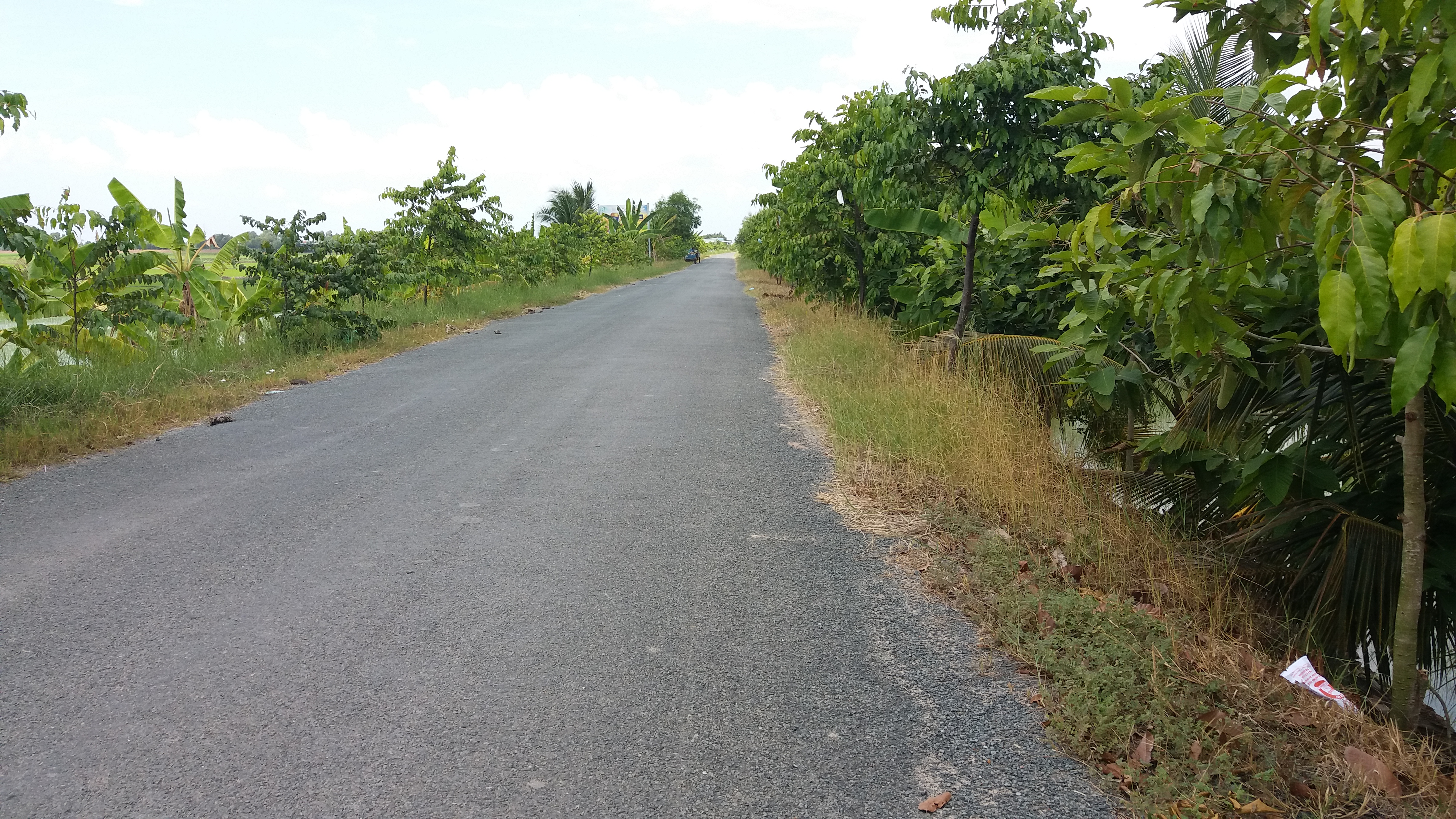
Một con đường vùng nông thôn xã Tuyên Bình.
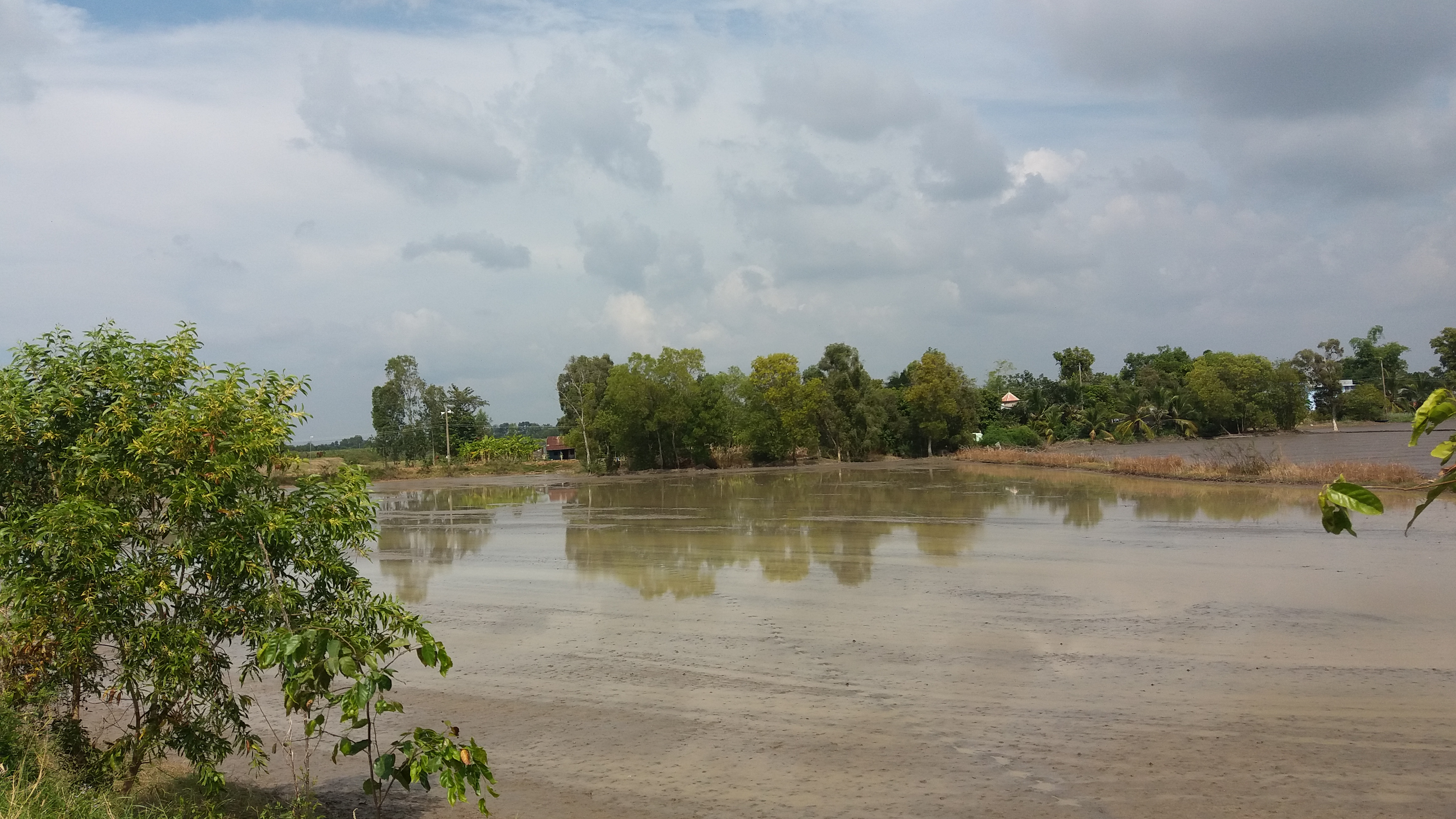
Một cánh đồng trong xã.
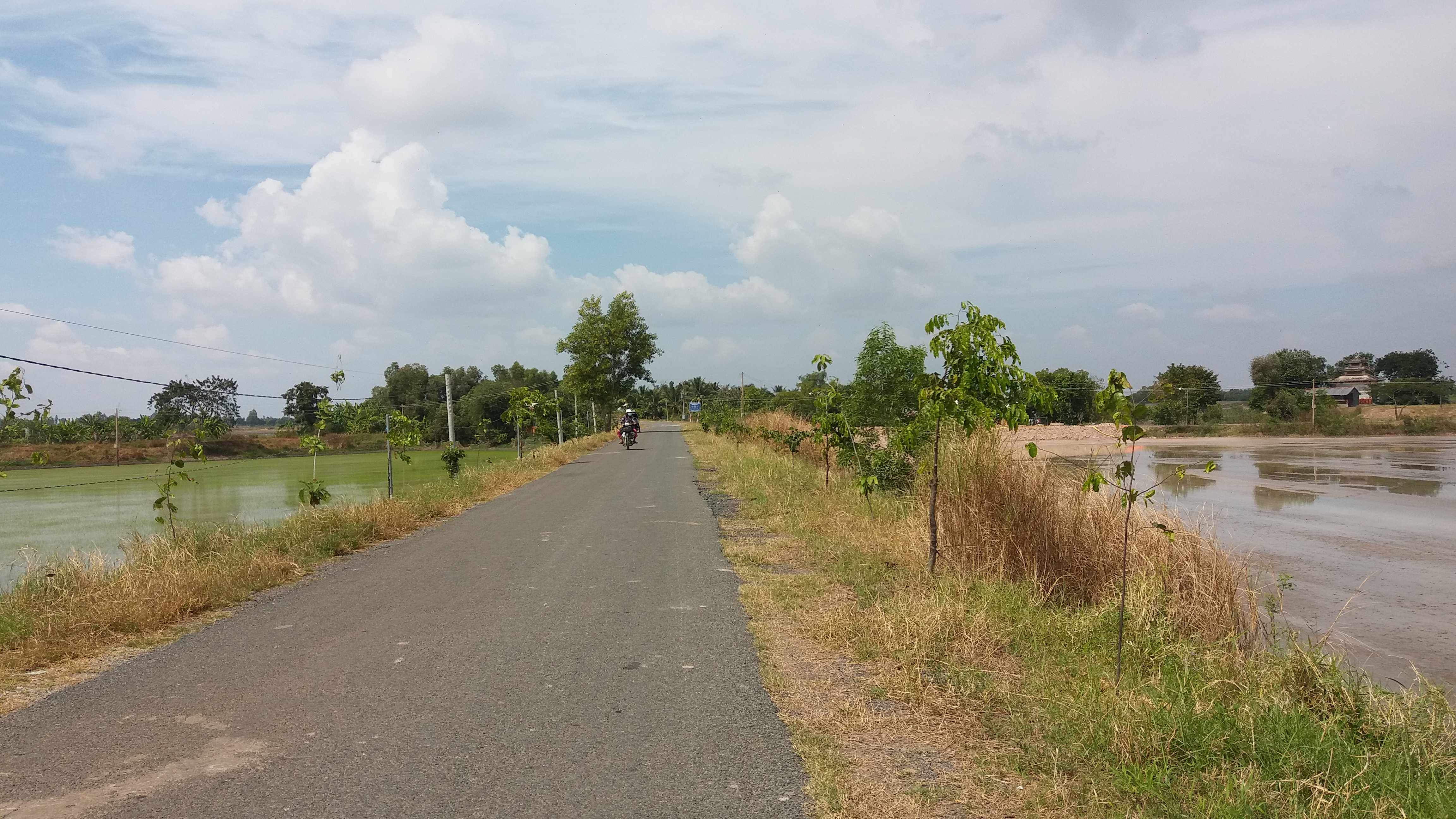